# Панцер, Пол
Пол Панцер (англ. Paul Panzer; 3 ноября 1872 — 16 декабря 1958) — американский актёр немого кино немецкого происхождения. С 1905 по 1952 год снялся в 333 фильмах. Наиболее известен по роли Кернера в сериале «Опасные похождения Полины». С 1934 по 1950 год работал по контракту с кинокомпанией Warner Brothers. Родился в Вюрцбурге, Бавария, и умер в Голливуде, штат Калифорния.

## Избранная фильмография
- 1908 — Рука воровка
- 1908 — Макбет
- 1908 — Антоний и Клеопатра
- 1908 — Ромео и Джульетта / Romeo and Juliet — Ромео
- 1909 — / Princess Nicotine
- 1914 — Опасные похождения Полины / The Perils of Pauline
- 1914 — Похождения Элен
- 1915 — Под южным небом
- 1916 — / Broken Fetters
- 1918 — Дом ненависти
- 1918 — Женщина, расстрелянная немцами / The Woman the Germans Shot
- 1919 — Маске Райдер
- 1922 — Бутлегеры
- 1923 — Могучий Лак "Роуз
- 1923 — Враги женщин
- 1925 — Безумный брак / The Mad Marriage
- 1925 — Шок Удар
- 1925 — Старый мореход
- 1926 — Джонстаунское наводнение
- 1926 — Сибирь
- 1927 — Ястреб холмов
- 1927 — Салли в нашем переулке
- 1927 — Девушка из Чикаго
- 1928 — Покинутый Ринти
- 1928 — Славная Бетси — капитан корабля
- 1929 — Чёрная книга
- 1931 — Франкенштейн
- 1935 — Одиссея капитана Блада
- 1936 — / Times Square Playboy
- 1936 — Бенгальский тигр
- 1942 — Касабланка
- 1947 — Опасные приключения Полины